# Paranoratha
Paranoratha là một chi bướm đêm thuộc họ Erebidae.